# Tetrapturus
Tetrapturus es un género de peces perciformes de la familia Istiophoridae.

## Especies
Se reconocen las siguientes especies:
- Tetrapturus angustirostris
- Tetrapturus belone
- Tetrapturus georgii
- Tetrapturus pfluegeri